# Chirac et les 40 menteurs…
Chirac et les 40 menteurs... est un livre de Jean Montaldo paru en septembre 2006 aux Éditions Albin Michel. Il décrit entre autres le financement frauduleux des partis politiques grâce au prélèvement d'une commission sur les marchés publics d'Ile-de-France dans les années 1990.

## Trafigura
Trafigura est une société de courtage pétrolier impliquée dans plusieurs affaires politico-financières ou environnementales, comme l'affaire du Probo-Koala survenue en septembre 2006.
Dans son livre Chirac et les 40 menteurs, publié chez Albin Michel, en 2006, l'écrivain Jean Montaldo révèle que Trafigura contrôle 50 % de la société basée aux Bahamas Quantic, qui serait un « éminent actionnaire » de Soco, la société de trading et d'extraction pétrolière de Patrick Maugein.